# Jack Bros.
Jack Bros. (ジャック・ブラザースの迷路でヒーホー!, Jakku Burazāsu no Meiro de Hīhō!) é um jogo eletrônico lançado para o console portátil Virtual Boy em 1995;[carece de fontes?] o seu título pré-lançamento era Devil Busters, mas foi mais tarde modificado.
Os Jack Bros. são dois personagens mascotes da série Megami Tensei. Ambos são descritos como personagens de comic relief em vários dos jogos da série, enquanto que existe uma relação de inimigo e rival entre eles. Um deles é um homem-de-neve chamado Jack Frost, o outro uma abóbora chamada Jack Lantern (ou Pyro Jack). O jogo adiciona um terceiro personagem, Jack the Ripper, que tem o seu nome trocado por Jack Skelton no lançamento na América do Norte. Este título spin-off foi o primeiro jogo da série Megami Tensei a ser oficialmente traduzido para o inglês e lançado na América do Norte.